# Spindle
Spindle（スピンドル）は、株式会社マネージメントHに所属する日本で唯一のローラースケート女性アイドルグループ。グループ名の由来は、spinとidolの造語で、ブレない回転するための軸の意味も持つ。ローラースケートを履いて歌って踊るのが特徴。2016年10月7日にデビュー。音楽プロデューサーは柏原収史。グループのロゴは ざわちんが制作。

## 概要
一年間のローラースケートダンスレッスンの準備期間を経て、2020年東京オリンピック世代の期待の新星グループとして2016年10月7日にデビュー。デビュー前より先行スタートしていた公式Amebaブログにて、90秒バージョンのPVが2016年10月7日16時に公開された。
2016年10月23日にサンリオピューロランドにて開催されたファッションライブイベント『EXTENSION JAPAN A/W COLLECTION2016』の二部に出演し、初お披露目となった。
2016年10月27日にスポーツ庁の鈴木大地長官を表敬訪問した。その模様は鈴木大地長官が密着取材を受けていた日本テレビ「世界一受けたい授業 - 2時間スペシャル - 」（2016年12月3日放送）で紹介された。
2016年12月、ドラマ「逃げ恥」の恋ダンスをローラースケートを履いて披露し、YouTube再生回数は52,000回を突破している。主なテレビ出演は、2017年5月26日FRESH!「TiARY TV プラスVR」、2017年7月10日テレビ朝日「musicるTV」、2017年10月8日FRESH!「人類総美女化プロジェクト - やっぱり美女が好き - 」に出演している。2018年にはTOKYO IDOL FESTIVAL(TIF)への出演を果たした。2019年のTIF出演をかけたSHOWROOMバトルでは1位を獲得し決勝戦に進んだが、最終戦で3位になりTIFへの出演とはならなかった。
2018年8月12日、1stシングル「仮面オフショルダー／永遠のbest friend／告白ラブゲッチュ」を発売。
2019年4月に椎名桃子が卒業し、ことねが新リーダーになった。2期候補生であったはまだ ちおり・有馬莉子が正式な2期生に昇格。7月に3期生研究生の山口恋歌音・成瀬みゆがデビューをした。9月1日の卒業公演をもち、リーダーのことね、11月24日に籾山ひめりが卒業。現在高校2年生の4人体制となった。
2022年1月10日の有馬莉子、三宅ひまり合同生誕祭にて、三宅ひまりが候補生から正規メンバーに昇格し、有馬莉子、山口恋歌音、三宅ひまりの3人体制で活動。6月18日Spindle解散LIVEを開催した。

## 特徴
- 『見るのは簡単、やるのは困難』。簡単そうに見えるスピン１つでもアザや血が出る練習を要する。
- 高田あゆみが振付するアイドルのダンス、歌入れに加えて、ローラースケートでないと出来ない大胆なフリ、移動がウリ。
- 通常、ステージから降りて客席に走る場面が、「走る」のではなく「滑る」演出。
- ローラースケート特有の回転したあとの完全静止（ストップポージング）。メンバー全員でシンクロ。
- ローラースケートの指導はMasakoがしている。ダンスの指導は一期生までBobby & Hiromiがしていた。

## メンバー変遷
- デビュー当時は籾山ひめり、椎名桃子、ことね、みゆの4人組。
- その後、みゆが卒業して籾山ひめり、椎名桃子、ことねの3人編成。
- 2期候補生としてちおりとりこが加入。5人編成でパフォーマンス。2期候補生は、2人合わせてちおりこと表記されることが多かった。
- 2019年4月からはことね、籾山ひめり、はまだ ちおり、有馬莉子の4人体制となる。
- 2019年7月からは3期研究生として山口恋歌音と成瀬みゆがデビューし6人体制となる。
- 2019年9月1日に、ことねが卒業。
- 2019年11月24日に籾山ひめりが卒業。
- 2022年1月10日の有馬莉子、三宅ひまり合同生誕祭にて、三宅ひまりが候補生から正規メンバーに昇格。有馬莉子、山口恋歌音、三宅ひまりの3人体制で活動している。

## メンバー
| 氏名                            | 生年月日              | 出身地         | 身長  | 足サイズ | イメージカラー | 愛称                              | 補足/趣味/特技                                                                            |
| ------------------------------- | --------------------- | -------------- | ----- | -------- | -------------- | --------------------------------- | ----------------------------------------------------------------------------------------- |
| 有馬 莉子 （ありま りこ）       | 2004年1月10日（21歳） | 東京都         | 152cm | 22cm     | 緑             | りこ りこちゃん ピンりこ りこぴん | 二期生 【特技】バドミントン 【趣味】お洒落、タピオカ巡り 【趣味】アイドル鑑賞、アニメ鑑賞 |
| 山口 恋歌音 （やまぐち ことね） | 2004年2月26日（21歳） | 神奈川県       | 152cm | 22cm     | 白             | ことね ことねちゃん 山音(やまね)  | 三期生 【特技】空手、フルート                                                             |
| 三宅 ひまり （みやけ ひまり）   | 2004年1月9日（21歳）  | 神奈川県横浜市 | 148cm | 23cm     | オレンジ       | ひまり、ひまりん                  | 四期生 【特技】寝起きから早く動ける 【趣味】食べる事と寝る事                              |

### 元メンバー
| 氏名                            | 生年月日               | 出身地   | 愛称                             | 特記                                                                        |
| みゆ （みゆ）                   | 2003年3月5日（22歳）   | 埼玉県   | みゆ                             | 2016年11月13日のブログ更新を最後に、Spindleの活動なし。                     |
| 椎名 ももこ （しいな ももこ）   | 1998年12月24日（26歳） | 埼玉県   | もも                             | 2019年4月24日卒業公演。同年5月5日のTif予選公演を最後に、Spindleの活動終了。 |
| 籾山 ひめり （もみやま ひめり） | 2004年3月22日（20歳）  | 栃木県   | ひめ ひめちゃん                  |                                                                             |
| ことね （ことね）               | 2001年8月28日（23歳）  | 埼玉県   | こと ことちゃん                  |                                                                             |
| はまだ ちおり                   | 2003年7月15日（21歳）  | 愛媛県   | ちおり ちおりちゃん こけしちゃん | 二期生、元リーダー                                                          |
| 成瀬 みゆ （なるせ みゆ）       | 2003年12月9日（21歳）  | 神奈川県 | みゆ みゆちゃん                  | 三期生                                                                      |

## 来歴

### 2016年
- 10月7日、一年間の準備期間を経てデビュー。公式Amebaブログにて、90秒バージョンのPVを公開[3]。
- 10月23日、サンリオピューロランドにて開催のファッションライブイベント「EXTENSION JAPAN A/W COLLECTION2016」の二部に出演。
- 10月27日、スポーツ庁の鈴木大地長官を表敬訪問[4]。
- 11月13日、新宿区ローラースポーツ連盟、東京都ローラースポーツ連盟主催共催「東京都新宿区ローラースケート初心者教室」ことねが参加。
- 12月3日、日本テレビ「世界一受けたい授業 - 2時間スペシャル - 」で紹介される[5]。

### 2017年
- 1月28日、都内最大級の異業種交流会「ハニコレ」主催のバレンタインパーティイベントにオープニングアクトで参加。
- 3月20日、栃木県足利市のご当地アイドル「渡良瀬橋43」を兼任していた相川ひめりの卒業式公演。（Spindle友情出演）
- 3月11日、映画「チア☆ダン」TOHOシネマ六本木ヒルズにて初日舞台挨拶。（籾山 ひめりが参加。）
- 4月29日、「東京ローラースポーツフェスティバル2017」ゲスト出演。
- 4月30日、イオンカードpresents「ざわちんビューティトーク&ものまねメイクデモンストレーション」椎名桃子・籾山 ひめりがものまねメイクに挑戦。（イオンモール幕張新都心）[10]
- 5月21日、千葉県千葉市「第五回検見川ビーチフェスタ」でダンスを披露。
- 5月26日、ネット配信FRESH!「TiARY TV プラスVR」に出演[6]。
- 7月2日、「EXTENSION JAPAN 2017」に出演。
- 7月9日、「サムライ・ロック・オーケストラ AMAZING八犬伝」オープニングアクトで出演。
- 7月10日、「FABIUS present Sumer Night Pool Party 2017 - 史上最強の夏祭り - 」に出演。
- 7月10日、地上波TV番組初出演としてテレビ朝日「musicるTV」にて密着取材を受けて放送された[7]。
- 7月16日、「ODAIBA DANCE fes SANCTUARY（サンクチュアリ）2017」に出演。
- 7月24日、クイーンズスクエア横浜『愛踊祭 - あいどるまつり - 2017』のエリア代表決定戦（関東Aエリア）に出場。
- 8月6日、江ノ島「WATERWARS（ウォーターウォーズ）2017」に出演。
- 8月17日、ファッションイベント「LOVE SUNSHINE（ラブサンシャイン）」にオープニングアクトで出演。
- 8月19日、Spindle初のファンミーティングを開催。
- 8月20日、千葉親子三代祭りに参加。（ことねが休みのため、候補生のまおと3人で参加。）
- 9月30日、Spindleファンミーティング2を開催。
- 10月8日、ネット配信FRESH!「『美女化秋祭り』人類総美女化プロジェクト - やっぱり美女が好き - 最終回スペシャル」に出演[8]。
- 10月28日、Spindleファンミーティング3を開催。
- 11月19日、Spindleファンミーティング4を開催。
- 12月10日、Spindleファンミーティング5を開催。（ミニスカ・ローラーサンタ衣装でクリスマス）
- 12月17日、LIVEプラス@新宿RUIDO.K4に出演[11]。
- 12月25日、「D-1 DREAM PROJECT」（@渋谷duo）に出演[12]。
- 12月25日、「メグロ☆パラダイス」（@目黒ライブステーション）に出演。

### 2018年
- 1月7日、Spindleファンミーティング6（新年会）を開催。（メンバーと初詣）
- 2月14日、「ラストアイドルファミリーファーストコンサート」（お台場Zepp Tokyo）にゲスト出演。
- 2月18日、「Spindle Valentine 2018」（スタジオ511：六本木）参加者全員にSpindleからバレンタインチョコをプレゼント。
- 7月、「告白ラブゲッチュ」が、フジテレビ地上波番組「この指と〜まれ！season2」7月度エンディングテーマ曲となる。
- 7月29日、テレビ朝日主催「六本木アイドルフェスティバル」に出演。
- 8月5日、フジテレビ主催「TOKYO IDOL FESTIVAL 2018」に出演。
- 11月21日、ハリーポッター魔法ワールド最新作『ファンタスティック・ビーストと黒い魔法使いの誕生』“ワールドツアーファイナルプレミア  in JAPAN ”レッドカーペットセレモニーに現役アイドルとして唯一参加を果たした。ホグワーツ魔法学校の衣装を着てローラースケートを履いてレッドカーペットウォーキングを行う[13][14]。

### 2019年
- 7月26日、テレビ朝日主催「六本木アイドルフェスティバル」2年連続で出演。
- 8月24日、横浜アリーナで開催「@JAM EXPO 2019」に出演。

### 2020年
- 3月15日、「新生Spindleファーストワンマンライブ」を開催。100人動員しなければ則解散という命題に奮闘した結果、当日109名を動員してミッションをクリアー。

## テレビ出演
- 「世界一受けたい授業 - 2時間スペシャル - 」（日本テレビ）[5]
- 「TiARY TV プラスVR」（FRESH!）[6]
- 「musicるTV」（テレビ朝日）[7]
- 「『美女化秋祭り』人類総美女化プロジェクト - やっぱり美女が好き - 最終回スペシャル」（FRESH!）[8]

## 楽曲
| タイトル           | 作詞         | 作曲     | 編曲     | 振付       |
| ------------------ | ------------ | -------- | -------- | ---------- |
| 仮面オフショルダー | 箪笥でぃす子 | 柏原収史 | 柏原収史 | 高田あゆみ |
| ミックスジュース   | 箪笥でぃす子 | 柏原収史 | 柏原収史 | 高田あゆみ |
| 告白ラブゲッチュ♡  | 箪笥でぃす子 | 柏原収史 | 柏原収史 | 高田あゆみ |
| Tomorrow           | 箪笥でぃす子 | 柏原収史 | 柏原収史 | 高田あゆみ |
| 永遠のbest friend  | 箪笥でぃす子 | 柏原収史 | 柏原収史 | 高田あゆみ |
| 見つめてストーリー | 箪笥でぃす子 | 柏原収史 | 柏原収史 | 高田あゆみ |
| 水たまりのRainbow  | 箪笥でぃす子 | 柏原収史 | 柏原収史 | 高田あゆみ |

## ミュージックビデオ
| タイトル           | 配信年月日    |
| ------------------ | ------------- |
| 仮面オフショルダー | 2018年5月19日 |
| 告白ラブゲッチュ♡  | 2018年7月2日  |
| ミックスジュース   | 2019年8月8日  |
| 水たまりのRainbow  | 2019年8月8日  |